# Fono général
Pour les articles homonymes, voir Fono (homonymie).
11e législature
Le Fono général,, (en anglais : General Fono et en tokelau : Fono Fakamua) est le parlement monocaméral des Tokelau, un archipel de l'océan Pacifique et territoire dépendant du royaume de Nouvelle-Zélande.
Il est composé d'un nombre variable de membres en fonction de la population du territoire, soit environ une vingtaine. Ces représentants sont élus pour trois ans dans chacun des trois atolls qui composent les Tokelau.
Le territoire est une démocratie non partisane, tous les candidats se présentant en indépendant.

## Système politique
Un administrateur nommé par la Nouvelle-Zélande dispose en principe d'un droit de véto sur la législation adoptée par le Fono, mais en pratique ce droit n'est jamais exercé. De la même manière, en pratique, la législation adoptée par le Parlement de Nouvelle-Zélande ne s'applique aux Tokelau qu'en cas d'accord du Fono général,,.
Il n'existe pas de partis politiques aux Tokelau. Tous les candidats se présentent en tant que indépendant, faisant du territoire une démocratie non partisane.

## Système électoral
Le Fono général est composé d'environ 20 sièges pourvus pour trois ans au vote à second tour instantané dans trois circonscriptions correspondants aux atolls de l'archipel : Atafu, Fakaofo et Nukunonu. Chacun d'entre eux dispose d'un siège, plus un siège supplémentaire par tranche de 100 habitants arrondis à la centaine supérieure. Le total varie donc d'un scrutin à l'autre. En 2023, Atafu et Fakaofo disposent ainsi de sept sièges chacun, et Nukunonu de six sièges, soit 20 sièges. Ce total était par exemple de 22 en 2020, 21 en 2017, 20 en 2016 et 15 en 2008,. Dans chaque atoll, un siège de représentants est réservés aux femmes (Fafine) et un aux hommes (Taulelea).
Chacun des trois villages, correspondant chacun à un atoll, choisit dans le même temps parmi ses choix de représentants un maire (Pulenuku) qui dirige le village, et un chef (Faipule) qui le représente à l'extérieur. Ces six élus forment le Conseil permanent du Gouvernement, corps exécutif collégial de l'archipel, dont la présidence est rotative entre les Faipules, qui deviennent Ulu-o-Tokelau, chef du gouvernement et ministre des Affaires étrangères, pour une durée d'un an. Les autres ministères sont répartis entre les membres du conseil permanent, qui restent également représentants et siègent donc au Fono général,.
Il n'existe pas de partis politiques aux Tokelau. Tous les candidats se présentent donc sans étiquette, faisant du territoire une démocratie non partisane.
Le territoire utilisait auparavant le scrutin majoritaire à plusieurs tours. Le vote à second tour instantané date de la réforme électorale de 2013, mise en œuvre pour la première fois à Atafu et Fakaofo au cours des élections organisées l'année suivante. Ce système électoral n'est initialement pas appliqué à Nukunonu, le moins peuplé des trois atolls, qui conserve l'ancien système et demande que les candidats au Fono général puisse aussi se porter candidats aux postes de maire et de chef de village. La loi est amendée en ce sens, et le nouveau système est appliqué dans tout le territoire pour la première fois aux élections de 2023,,.

## Conditions de candidatures
Les électeurs doivent être âgés de plus de 18 ans et avoir résidé aux Tokelau plus de six mois d'affilée dans l'année précédant l'élection s'ils possèdent le passeport néo-zélandais ou un an sinon. Les candidats doivent quant à eux y avoir résidé au moins deux avant l'élection, posséder un passeport néo-zélandais, être âgés d'au moins 35 ans et voir leur candidature validée lors d'une réunion de village.